# Censura en Japón
En Japón, el artículo 21 de la Constitución japonesa garantiza la libertad de expresión y prohíbe la censura de manera formal, pero la censura se lleva a cabo según el artículo 175 del código penal de Japón. Históricamente, la ley ha sido interpretada de diferentes maneras; recientemente se cree que significa que toda la pornografía debe ser, al menos en parte, censurada; sin embargo, ha habido muy pocos arrestos basados en esta ley.

## Historia

### Período Edo
A medida que la publicación se hizo más popular en el período Edo, el shogunato Tokugawa comenzó a recurrir a la censura. Los objetivos iniciales incluían el cristianismo, la crítica al shogunato e información sobre las actividades del clan Tokugawa. Con las reformas Kansei, cualquier material que perturbara la forma de vida tradicional, así como las publicaciones de lujo, fueron objeto de escrutinio. Bajo las reformas Tenpō, bloques de impresión de literatura erótica, así como las novelas de Tamenaga Shunsui y Tanehiko Ryūtei se encontraban entre los incautados.

### El periodo Meiji y la Guerra del Pacífico
Después de la Restauración Meiji en 1868, que marcó un cambio político importante en Japón, el gobierno comenzó a censurar duramente las ideas occidentales, la pornografía y cualquier escrito político que criticara al emperador de Japón y al gobierno, que deseaba controlar la difusión de información. La censura de estos materiales aumentó a partir de este punto, a menudo utilizando guerras en curso para aumentar los poderes y las sanciones de la policía. En 1928, la pena de muerte se agregó a la lista de castigos considerados aceptables para ciertas infracciones. Esto continuó, finalmente, al Departamento de Información y Propaganda (情報部 Jōhōbu?) siendo elevado a la Oficina de Información (情報局 Jōhō Kyoku?) en 1940, que consolidó los departamentos de información previamente separados del Ejército, la Armada y el Ministerio de Asuntos Exteriores bajo la égida de la Ministerio del hogar. La nueva oficina tenía control total sobre todas las noticias, publicidad y eventos públicos. En el año siguiente la revisión de la Ley de Movilización Nacional (国家総動員法 Kokka Sōdōin Hō?) eliminó por completo la libertad de prensa, haciendo cosas como forzar a los periódicos de cada prefectura a fusionarse en un solo periódico o dejar de publicar, y todos los artículos del periódico debían ser revisados por los censores del gobierno antes de que pudieran publicarse.

### Ocupación de Japón
Después de la rendición de Japón en 1945, el Comandante Supremo de las fuerzas aliadas abolió todas las formas de censura y el control de la Libertad de expresión y también se integró en el Artículo 21 de la Constitución de Japón. Sin embargo, la censura de prensa siguió siendo una realidad en la era de posguerra, especialmente en materia de pornografía, y en asuntos políticos considerados subversivos por el gobierno estadounidense durante la ocupación de Japón.

De acuerdo con Donald Keene: 
La censura de la Ocupación no solo prohibió la crítica de los Estados Unidos u otras naciones aliadas, sino que la mención de la censura en sí estaba prohibida. Esto significa, como señala Donald Keene, que para algunos productores de textos "la censura de la Ocupación era incluso más exasperante que la censura militar japonesa porque insistía en que se ocultaran todos los rastros de censura. Esto significaba que los artículos debían reescribirse en su totalidad, en lugar de simplemente presentar XX para las frases ofensivas ".—Amanece en el oeste

## Pornografía
La venta y distribución de pornografía en Japón está restringida por el artículo 175 del Código Penal (1907), que establece lo siguiente:

La venta y distribución de pornografía en Japón está restringida por el artículo 175 del Código Penal (1907), que establece lo siguiente:

Toda persona que distribuya, venda o exhiba en público un documento, dibujo u otros objetos obscenos será castigada con pena de prisión con trabajo de hasta dos años y una multa de hasta 2.500.000 yenes o una multa leve. Lo mismo se aplicará a la persona que los posea con fines de venta.

Debido a la interpretación actual de Artículo 175 del Código Criminal de Japón, el cual prohíbe distribuir "materiales indecentes", se cree que la mayoría de pornografía en Japón tiene que ser al menos parcialmente censurada. El medio principal es poner un mosaico digital sobre los genitales. Sin embargo, ha habido muy pocos arrestos por violaciones a esta ley.
El juicio más reciente basado en esta ley, el primero en 20 años, fue la condena de Suwa Yuuji en enero de 2004 por su manga hentai Misshitsu. Originalmente fue multado con 500 000 yenes (aproximadamente 4900 USD) y evitó ir a la cárcel al declararse culpable. Cuando apeló el caso ante el Tribunal Supremo de Japón con el argumento de que el manga no era tan indecente y explícito como mucho material en Internet y que el artículo 175 violaba la protección de la libertad de expresión de la Constitución japonesa, el tribunal confirmó el fallo y la multa se triplicó a 1,5 millones de yenes.[cita requerida]
Después de la condena de Yuuji, varias librerías y cadenas eliminaron su sección de solo para adultos. Su motivación se ha atribuido al efecto disuasorio del resultado.
En julio de 2013, tres personas fueron arrestadas por vender "imágenes obscenas" con "censura insuficiente". Más tarde se declararon culpables en diciembre de 2013.

## Lectura adicional
- Cather, Kirsten (2012). The Art of Censorship in Postwar Japan. Honolulu: University of Hawaii Press. 2012. ISBN 9780824835873. OCLC 900921058. Studies of the Weatherhead East Asian Institute, Columbia University. Honolulu: University of Hawaii Press.
- Coyne, Fumiko Hoshida (1967). Censura de Editorial en Japón, 1868@–1945 (M.Un. Tesis). Universidad de Chicago.  (Tesis). Falta el |título= (ayuda)   TM13559 (para reimpresiones).
- da Silva, Joaquín (8 de mayo de 2014). "Obscenidad y Artículo 175 del Código Penal japonés: Introducción A escasa a Censura japonesa". EigaNove.
- Dobbins, Amanda (febrero de 2009). "Obscenidad En Japón: Guiaje Moral Sin Guiaje Legal". Recuperado Dobbins, Amanda (February 2009). «Obscenity In Japan: Moral Guidance Without Legal Guidance». Archivado desde el original el 2 de febrero de 2011. Consultado el 10 de marzo de 2011.
- Hirano, Keiji (3 de septiembre de 2003). "Prueba de obscenidad incita libertad-de-protesta de discurso". Hirano, Keiji (3 de septiembre de 2003). «Obscenity trial prompts freedom-of-speech outcry». The Japan Times.
- Ibusuki, Makoto (Invierno 1997). "Aspectos legales de cyber-porno en Japón". Ibusuki, Makoto (Winter 1997). «Legal aspects of cyber-porn in Japan». Lex Electronica (Université de Montréal) 3 (1). Archivado desde el original el 22 de febrero de 2011. Consultado el 10 de marzo de 2011. (1). Archived Del original Recuperado
- Élō, Tasaburō (Marcha 1972). "El Libro que Prohíbe Política del Tokugawa Shogunate". Itō, Tasaburō (March 1972). «The Book Banning Policy of the Tokugawa Shogunate». Acta Asiatica (The Tōhō Gakkai (The Institute of Eastern Culture)) (22): 36-61. El Tōhō Gakkai (El Instituto de Cultura Oriental) (22): 36@–61.
- Kanemitsu, Dan (22 de agosto de 2012). "El Uneasy Alto el fuego de 2012: Tokyo Revisado Ordinance Estado Actual". Dan Kanemitsu Estela de Papel. Recuperado Kanemitsu, Dan (22 de agosto de 2012). «The Uneasy Ceasefire of 2012: Revised Tokyo Ordinance's Current Status». Dan Kanemitsu's Paper Trail. Consultado el 24 de agosto de 2012.   Actualizaciones la historia de "Bill 156", el cual revisado la Juventud de Tokyo Desarrollo Sano Ordinance en 2011.
- Rubin, Arrendajo (1 de septiembre de 1984). Injurious A Moral Pública: Escritores y el Meiji Estado. Universidad de Prensa de Washington. Injurious to Public Morals: Writers and the Meiji State. University of Washington Press. 1 de septiembre de 1984. ISBN 0295960434.   Anotación: una historia y qué-a análisis.
- Shingo (9 de noviembre de 2007). "El escritorio del editor: chronicling la erosión de 2D discurso libre". Heisei Democracia. Recuperado Shingo (9 de noviembre de 2007). «Editor’s Desk: chronicling the erosion of 2D free speech». Heisei Democracy. Archivado desde el original el 10 de mayo de 2011. Consultado el 10 de marzo de 2011.